# نوربرت هيفلير
نوربرت هيفلير (بالمجرية: Heffler Norbert)‏ هو لاعب كرة قدم مجري في مركز الوسط، ولد في 24 مايو 1990 في دوناويفاروش في المجر. شارك مع منتخب المجر تحت 19 سنة لكرة القدم ومنتخب المجر تحت 21 سنة لكرة القدم. أما مع النوادي، فقد لعب مع نادي باكسي ونادي دوناويفاروش.